# Richard Paul
Richard Paul (Los Angeles, 6 juni 1940 - Studio City, 25 december 1998) was een Amerikaans acteur.
Paul is vooral bekend geworden door zijn rollen in de series Murder, She Wrote en The Love Boat en door zijn imitaties van vele Amerikaanse en buitenlandse dialecten. Zijn bekendste filmrol is de Amerikaanse televangelist Jerry Falwell in The People vs. Larry Flynt. Hij overleed in 1998 aan de gevolgen van kanker.

## Filmografie
- Biblioteca Nacional de España: XX1547559
- Gemeinsame Normdatei: 1279367989
- International Standard Name Identifier: 0000 0001 1165 3136
- Library of Congress Control Number: no2011004614
- Virtual International Authority File: 162392078
- WorldCat: E39PBJdRCr9mF8QJc7JjvCFkDq